# Пјер Тридо
Жозеф Филип Пјер Ив Елиот Тридо (фр. Joseph Philippe Pierre Yves Elliott Trudeau; Монтреал, 18. октобар 1919 — Монтреал, 28. септембар 2000), такође називан иницијалима ПЕТ, био је 15. премијер Канаде од 20. априла 1968. до 4. јуна 1979. и од 3. марта 1980. до 30. јуна 1984.
У почетку политичке каријере био је социјалиста, али је ступио у Либералну партију Канаде када је почео да се бави политиком на савезном нивоу. Именован је за парламентарног секретара Лестера Пирсона, а касније је постао министар правде у његовој влади. Од краја 1960—их па до половине 1980—их, Тридо је доминирао политичком сценом Канаде. Повукао се из политике 1984, а на месту премијера наследио га је Џон Тарнер.
Поштоваоци Пјера Тридоа га цене због очувања националног јединства и става против квебешких сепаратиста, сузбијања насилних протеста и увођења Повеље о правима и слободама у оквиру устава Канаде. Критичари га оптужују за лошу економску политику и фаворизовање савезне владе у односу на покрајинске, нарочито због покушаја да контролише нафтне резерве у Канадској прерији.
Његов син је премијер Канаде Џастин Тридо. Поред њега из свог брака је имао још двојицу синова, Александра и Мишела; Мишел је 1998. године погинуо у лавини на скијалишту Кокани на крајњем западу Канаде. Из ванбрачног односа са адвокатом Дебором Којн има ћерку Сару Којн-Тридо, која се родила 1991. године; Пјер је тако са 72 године постао један од најстаријих очева на свету.

### Књиге
- Clarkson, Stephen; McCall, Christina (1997a). Trudeau and our times: The magnificent obsession. Vol. 1 (Revised изд.). Toronto: McClelland and Stewart. ISBN 978-0-77105-415-0.
- Clarkson, Stephen; McCall, Christina (1997b). Trudeau and our times: The heroic delusion. Vol. 2 (Revised изд.). Toronto: McClelland and Stewart. ISBN 978-0-77105-408-2. Непознати параметар |DUPLICATE_ref= игнорисан (помоћ)
- Cohen, Andrew; Granatstein, J. L., ур. (1998). Trudeau's shadow : the life and legacy of Pierre Elliott Trudeau. Toronto: Random House Canada. ISBN 978-0-67930-954-3.
- English, John (2006). Citizen of the World: The Life of Pierre Elliott Trudeau Volume One: 1919–1968. Toronto: Knopf Canada. ISBN 978-0-676-97521-5. Непознати параметар |DUPLICATE_ref= игнорисан (помоћ)
  - English, John (2009). Just Watch Me: The Life of Pierre Elliott Trudeau Volume Two: 1968–2000. Toronto: Knopf Canada. ISBN 978-0-676-97523-9.
- Gwyn, Richard (1980). The Northern Magus: Pierre Trudeau and Canadians. Toronto: McClelland and Stewart. ISBN 978-0771037320.
- Higgins, M. (2004).  English, John; Gwynne, Richard; Lackenbauer, P. Whitney, ур. The Hidden Pierre Elliott Trudeau: The Faith Behind the Politics. Ottawa: Novalis. ISBN 978-2-895-07550-9.
- Laxer, James; Laxer, Robert (1977). The Liberal idea of Canada: Pierre Trudeau and the question of Canada's survival. Toronto: J. Lorimer. ISBN 978-0888621245. Непознати параметар |DUPLICATE_ref= игнорисан (помоћ)
- Lyon, David; Van Die, Marguerite (2000). Rethinking church, state, and modernity: Canada between Europe and America. Toronto: University of Toronto Press. ISBN 9780802044082. Непознати параметар |DUPLICATE_ref= игнорисан (помоћ)
- McCall, Cristina (1982). Grits: an intimate portrait of the Liberal Party. Toronto: MacMillan of Canada. ISBN 978-0-77159-573-8.
- Southam, Nancy, ур. (2005). Pierre: colleagues and friends talk about the Trudeau they knew. Toronto: McCelland & Stewart. ISBN 978-0-7710-8168-2.
- Trudeau, Pierre Elliot (1993). Memoirs. Toronto: McClelland & Stewart. ISBN 978-0-771-08588-8.
- Trudeau, Pierre Elliot (1996).  Pelletier, Gérard, ур. Against the Current: Selected Writings 1939–1996. Toronto: McClelland and Stewart. ISBN 978-0-77106-979-6. Непознати параметар |DUPLICATE_ref= игнорисан (помоћ)
- Zink, Lubor (1972). Trudeaucracy. Toronto: Toronto Sun Publishing. стр. 152. „lubor Zink is the one who first coined those two terms of our times – Trudeaumania and Trudeaucracy. When Canada, led by its media, was dazzled by the Trudeau "charisma" and style, Zink saw behind the glitter and sought to define the man ...” Непознати параметар |DUPLICATE_ref= игнорисан (помоћ)

### Новински медији
- „Forty years on, Trudeaumania still lives”. Canada.com. 5. 4. 2008. Архивирано из оригинала 28. 6. 2013. г. „Trudeaumania, a term coined by a journalist named Lubor J. Zink during the 1968 federal election campaign to describe Canada's feverish zeal for the Liberal party leader”
- Canadian Press. „John, Yoko think PM is "beautiful"”. The Leader-Post. Regina, Saskatchewan. стр. 1. Приступљено 12. 8. 2012.
- „Omnibus Bill: 'There's no place for the state in the bedrooms of the nation'”. CBC News. Toronto: CBC Digital Archives. 21. 12. 1967. Архивирано из оригинала 10. 9. 2012. г. Приступљено 12. 8. 2012.
- „PM Trudeau won't let 'em rain on his parade”. CBC News. Toronto: CBC Digital Archives. 24. 6. 1968. Архивирано из оригинала 22. 3. 2013. г. Приступљено 12. 8. 2012.
- „2000: Justin Trudeau delivers eulogy for his father Pierre”. The National. Toronto: CBC Digital Archives. 3. 10. 2000. Архивирано из оригинала 6. 10. 2012. г. Приступљено 12. 8. 2012.
- Editorial Staff (29. 9. 2000). „The elements that made Pierre Trudeau great”. The Globe and Mail. Toronto. стр. A20.
- Edwards, Peter (3. 1. 2008). „Confessions of a mobster: 'My job was to kill Pierre Trudeau'”. The Toronto Star. Toronto. стр. A1. Архивирано из оригинала 19. 10. 2012. г. Приступљено 12. 8. 2012.
- Fortin, Pierre (9. 10. 2000). „Grounds for success”. The Globe and Mail. стр. A17.
- Janigan, Mary (1. 11. 1975). „Some MPs say they regret voting for War Measures”. The Toronto Star. Toronto. стр. 3.
- Mallick, Heather (30. 9. 2000). „Trudeau made intellect interesting”. The Globe and Mail. Toronto. стр. P04. Архивирано из оригинала 22. 5. 2013. г. Приступљено 12. 8. 2012.
- O'Malley, Martin (12. 12. 1967). „Unlocking the locked step of law and morality”. The Globe and Mail. Toronto. стр. 6.
- „Castro mourns for Trudeau, who stood up for him”. CNN. Atlanta. Reuters. 3. 10. 2000. Архивирано из оригинала 28. 9. 2012. г.

### Други онлајн извори
- Guest, Dennis (16. 12. 2013). „Social Security”. The Canadian Encyclopedia (online изд.). Historica Canada.
- „Anecdote: A prime minister in disguise”. Canada's Prime Ministers, 1867–1994: Biographies and Anecdotes. Library and Archives Canada. 1994. Архивирано из оригинала 14. 6. 2012. г.
- Janigan, Mary; Chidley, Joe; Wilson-Smith, Anthony; Lewis, Robert; Stevens, Geoffrey; Newman, Peter C.; O'Hara, Jane (1. 8. 2014). „Trudeau, 30 Years Later”. Maclean's (online изд.). Historica Canada — преко The Canadian Encyclopedia.
- Moscovitch, Allan (13. 8. 2015). „Welfare State”. The Canadian Encyclopedia (online изд.). Historica Canada.
- Munroe, Susan (2012). „October Crisis Timeline: Key Events in the October Crisis in Canada”. Canadaonline / About.com. New York: The New York Times. Архивирано из оригинала 19. 8. 2012. г. Приступљено 12. 8. 2012.
- „Généalogie Martial Trudeau”. Généalogie du Québec et de l'Acadie (на језику: француски). 2012. Архивирано из оригинала 4. 9. 2013. г. Приступљено 13. 8. 2012.
- Adams, Annmarie and Cameron Macdonnell, "Making Himself At Home: Cormier, Trudeau and the Architecture of Domestic Masculinity," Winterthur Portfolio 50 No 2/3 (Summer/Autumn 2016): 151–89.
- Aivalis, Christo (2018). The Constant Liberal: Pierre Trudeau, Organized Labour, and the Canadian Social Democratic Left. Vancouver: University of British Columbia Press. ISBN 978-0-77483-714-9.
- Aivalis, Christo. „In the Name of Liberalism: Pierre Trudeau, Organized Labour, and the Canadian Social Democratic Left, 1949–1959.”. Canadian Historical Review. 94 (2). 2013. pp: 263–288.
- Bliss, Michael (1994). Right honourable men : the descent of Canadian politics from Macdonald to Mulroney (1 изд.). Toronto: HarperCollins. ISBN 978-0002550710.
- Bowering, George (1999). Egotists and autocrats : the prime ministers of Canada. Toronto: Viking. ISBN 978-0-67088-081-2. Chapter on Trudeau.
- Butler, Rick, Carrier Jean-Guy, eds (1979). The Trudeau decade. Toronto: Doubleday Canada. ISBN 0-38514-806-2... Essays by experts.
- Couture, Claude (1998). Paddling with the Current: Pierre Elliott Trudeau, Étienne Parent, liberalism and nationalism in Canada. Edmonton: University of Alberta Press. ISBN 1-4175-9306-7.
- Donaldson, Gordon (1997). The Prime Ministers of Canada.
- Granatstein, J. L.; Bothwell, Robert (1990). Pirouette : Pierre Trudeau and Canadian foreign policy. Toronto: University of Toronto Press. ISBN 978-0-80205-780-8.
- Granatstein, J.L.; Bothwell, Robert (2010). „Pierre Trudeau on his foreign policy: A conversation in 1988”. International Journal. 66 (1): 171—181. JSTOR 27976077. S2CID 144465803. doi:10.1177/002070201106600111.
- Hillmer, Norman and Granatstein, J.L. (1999). Prime Ministers: Rating Canada's Leaders. HarperCollins. ISBN 0-00-200027-X.; chapter on Trudeau
- Laforest, Guy (1995). Trudeau and the end of a Canadian dream. Montreal: McGill-Queen's University Press. ISBN 0-77351-300-0.
- Lotz, Jim (1987). Prime ministers of Canada. London: Bison Books. ISBN 978-0861243778. Chapter on Trudeau
- Moscovitch,Allan; Jim Albert eds (1987). The Benevolent State: The Growth of Welfare in Canada.
- Munroe, H. D. „Style within the centre: Pierre Trudeau, the War Measures Act, and the nature of prime ministerial power.”. Canadian Public Administration. 54 (4). 2011. pp: 531–549.
- Nemni, Max and Nemi, Monique (2006). Young Trudeau: Son of Quebec, Father of Canada, 1919-1944. Toronto: McClelland & Stewart..
- Nemni, Max and Nemi, Monique (2011).Trudeau Transformed: The Shaping of a Statesman 1944–1965. Toronto: McClelland & Stewart
- Bob Plamondon (2013). The Truth about Trudeau. Ottawa: Great River Media. ISBN 978-1-4566-1671-7.
- Bruce Powe (2007). Mystic Trudeau: The Fire and the Rose. Toronto: Thomas Allen Publishers. ISBN 978-0887622816.
- Ricci, Nino (2009). Extraordinary Canadians: Pierre Elliott Trudeau. Toronto: Penguin Canada. ISBN 978-0-670-06660-5.
- Sawatsky, John (1987). The Insiders: Government, Business, and the Lobbyists. Toronto: McClelland & Stewart. ISBN 0-77107-949-4.. McClelland & Stewart.
- Simpson, Jeffrey (1984). Discipline of power: the Conservative interlude and the Liberal restoration. Toronto: Macmillan of Canada. ISBN 0-920510-24-8.
- Stewart, Walter (1971). Shrug: Trudeau in power. Toronto: New Press. ISBN 0-88770-081-0.. New Press.. A critique from the left.
- Ferguson, Will (1999). Bastards & boneheads: Canada's glorious leaders, past and present. Vancouver: Douglas & McIntyre. ISBN 978-1550547375. Humorous stories.
- McIlroy, Thad, ур. (1984). A Rose is a rose: a tribute to Pierre Elliott Trudeau in cartoons and quotes. Toronto: Doubleday. ISBN 0385197888.
- Peterson, Roy (1984). Drawn & quartered: the Trudeau years. Toronto: Key Porter Books. ISBN 0-91949-342-4.

### Архиве
- Pierre Elliott Trudeau fonds. Ottawa, Ontario: Library and Archives Canada.
- Pierre Elliott Trudeau (1967—1970). Trudeau's Omnibus Bill: Challenging Canadian Taboos (.wmv) (news clips). CBC Archives. Приступљено 5. 12. 2006.
- Pierre Elliott Trudeau (1957—2005). Pierre Elliott Trudeau: Philosopher and Prime Minister (.wmv) (news clips). CBC Archives. Приступљено 5. 12. 2006.